# Плоскотелые акулы
Плоскотелые акулы, или скватины, или морские ангелы (лат. Squatina) — род акул, выделяемый в монотипическое семейство скватиновых (Squatinidae), единственное современное в отряде скватинообра́зных (Squatiniformes). Название отряда, семейства и рода происходит от слова лат. squatina — скат, акула.
Имеют широкое уплощённое тело, тупое округлённое рыло с ноздревыми усиками. Грудные плавники сильно увеличены и напоминают крылья. Внешне очень напоминают скатов, однако жаберные щели расположены по бокам. Анатомически, как и все акулы, приспособлены к плаванию за счёт колебательных движений хвоста. Обитают в умеренных, субтропических и тропических водах всех океанов. Питаются мелкой донной рыбой и беспозвоночными. Днём они часто зарываются в ил. Некоторые виды ведут ночной образ жизни.
Все виды морских ангелов принадлежат к числу яйцеживородящих акул. Ведут придонный образ жизни на небольшой глубине. Приплод до 20—25 акулят. Промыслового значения не имеют. Крупнейший вид — европейский морской ангел — достигает в длину до 2,4 метра и веса до 72 килограмм. Эти акулы практически не представляют опасности для человека, однако, если их потревожить, они способны нанести серьёзные травмы.
Очень древний род: самые старые находки относятся к верхней юре (около 150 млн лет назад).

## Классификация
Отряд скватинообразных (Squatiniformes) включает в себя одно семейство Squatinidae с единственным же родом Squatina:
- Squatinidae Bonaparte, 1838 — Скватиновые, или плоскотелые акулы, или морские ангелы[1]
  - Squatina Duméril, 1806 — Плоскотелые акулы, или скватины, или морские ангелы
    - Squatina aculeata Cuvier, 1829 — Обыкновенный морской ангел
    - Squatina africana Regan, 1908 — Африканская скватина, или африканский морской ангел
    - Squatina albipunctata Last & White, 2008
    - Squatina argentina Marini, 1930 — Аргентинская скватина
    - Squatina armata Philippi, 1887 — Перуанская скватина, или перуанский морской ангел
    - Squatina australis Regan, 1906 — Австралийская скватина
    - Squatina caillieti Walsh, Ebert & Compagno, 2011
    - Squatina californica Ayres, 1859 — Калифорнийская скватина
    - Squatina dumeril Lesueur, 1818 — Американская скватина, или американский морской ангел
    - Squatina formosa Shen & Ting, 1972 — Тайваньская скватина
    - Squatina guggenheim Marini, 1936
    - Squatina heteroptera Castro-Aguirre, Pérez & Campos, 2007
    - Squatina japonica Bleeker, 1858 — Японская скватина, или японский морской ангел
    - Squatina legnota Last & White, 2008
    - Squatina mexicana Castro-Aguirre, Pérez & Campos, 2007
    - Squatina nebulosa Regan, 1906 — Тёмный морской ангел
    - Squatina occulta Vooren & da Silva, 1992
    - Squatina oculata Bonaparte, 1840 — Глазчатый морской ангел
    - Squatina pseudocellata Last & White, 2008
    - Squatina punctata Marini, 1936
    - Squatina squatina Linnaeus, 1758 — Европейская скватина, или европейский морской ангел
    - Squatina tergocellata McCulloch, 1914 — Южноавстралийская глазчатая скватина
    - Squatina tergocellatoides Chen, 1963 — Тайваньская глазчатая скватина

Ископаемые скватинообразные:
- † Squatina alifera
- † Squatina angeloides
- † Squatina baumbergensis
- † Squatina cranei
- † Squatina crassidens
- † Squatina decipiens
- † Squatina frequens
- † Squatina hassei
- † Squatina havreensis
- † Squatina mulleri
- † Squatina occidentalis
- † Squatina prima
- † Squatina speciosa

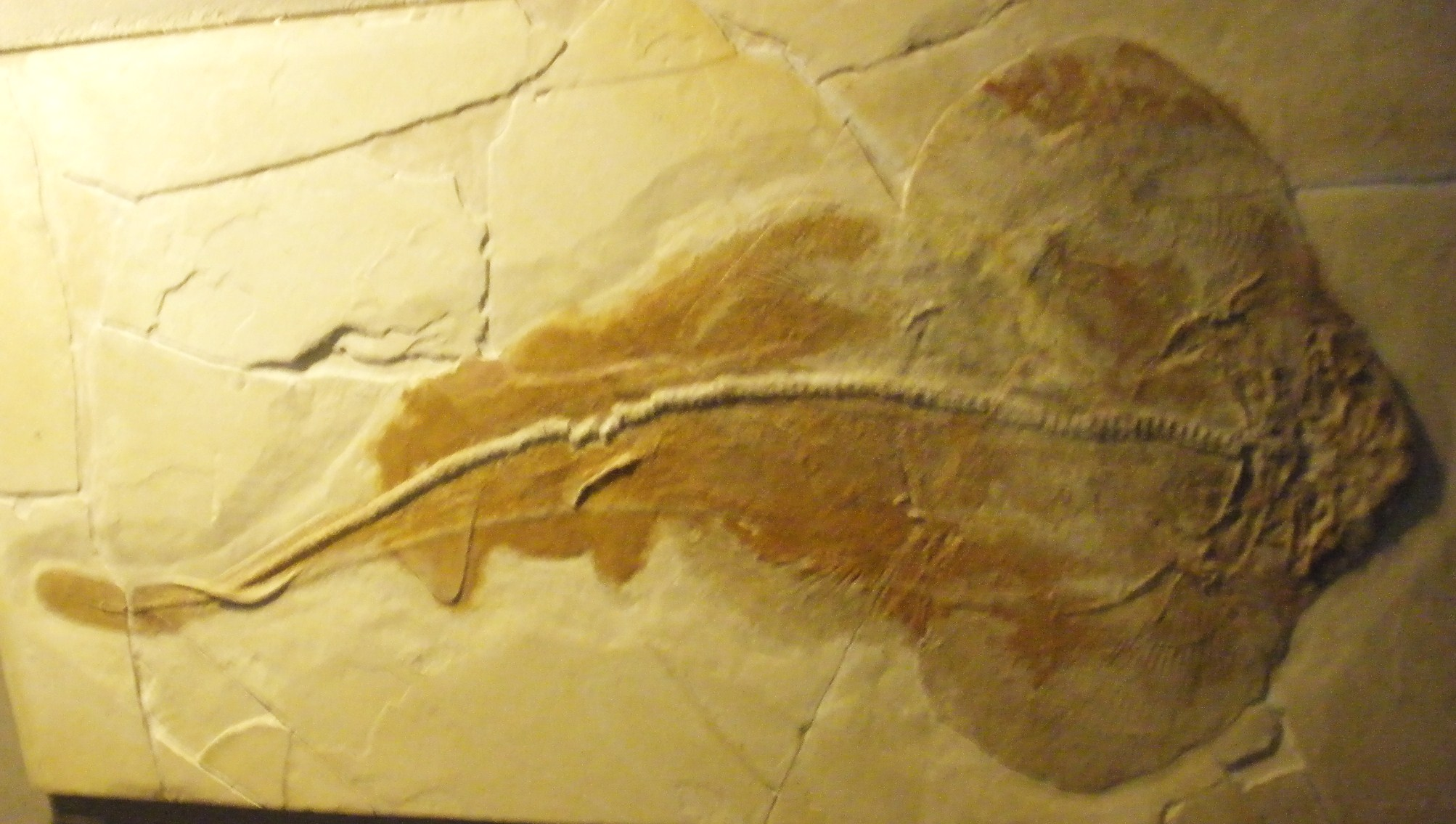
Squatina minor

- † Pseudorhinidae Klug & Kriwet, 2012 — конец юрского периода (155,7—150,8 млн лет назад)[7]

- † Pseudorhina Jaekel, 1898